# Ford Cliff
Ford Cliff es un borough ubicado en el condado de Armstrong en el estado estadounidense de Pensilvania. En el año 2000 tenía una población de 412 habitantes y una densidad poblacional de 2,272.5 personas por km².

## Geografía
Ford Cliff se encuentra ubicado en las coordenadas 40°45′36″N 79°32′11″O / 40.76000, -79.53639.

## Demografía
Según la Oficina del Censo en 2000 los ingresos medios por hogar en la localidad eran de $31,250 y los ingresos medios por familia eran $34,375. Los hombres tenían unos ingresos medios de $31,250 frente a los $22,500 para las mujeres. La renta per cápita para la localidad era de $17,568. Alrededor del 8.7% de la población estaba por debajo del umbral de pobreza.